# Triaenonychinae
Triaenonychinae is een onderfamilie van hooiwagens in de familie Triaenonychidae. De onderfamilie is wetenschappelijk beschreven door William Emil Sørensen en werd voor het eerst geldig gepubliceerd in 1886.
Het bestaat uit de volgende geslachtengroepen:
- Adaeini
- Triaenobunini
- Triaenonychini

## Genera
De onderfamilie bestaat uit de volgende geslachten:
- Acumontia Loman, 1898
- Algidia Hogg, 1920
- Allonuncia Hickman, 1958
- Amatola Lawrence, 1931
- Ankylonuncia Hickman, 1958
- Antongila Roewer, 1931
- Austromontia Staręga, 1992
- Austronuncia Lawrence, 1931
- Biacumontia Staręga, 1992
- Brasiloctis Mello-Leitão, 1938
- Breviacantha Kauri, 1954
- Bryonuncia Hickman, 1958
- Callihamina Roewer, 1942
- Callihamus Hickman, 1958
- Calliuncus Roewer, 1931
- Ceratomontia Roewer, 1915
- Cluniella Forster, 1955
- Decarynella Fage, 1945
- Diaenobunus Roewer, 1915
- Diasia Sørensen, 1902
- Equitius Simon, 1880
- Graemontia Staręga, 1992
- Gunvoria Kauri, 1961
- Hedwiga Roewer, 1931
- Hendea Roewer, 1931
- Hendeola Forster, 1954
- Heteronuncia Roewer, 1920
- Hickmanoxyomma Hunt, 1990
- Holonuncia Forster, 1955
- Hovanuncia Lawrence, 1959
- Ivohibea Lawrence, 1959
- Leionuncia Hickman, 1958
- Lispomontia Lawrence, 1937
- Lizamontia Kury, 2004
- Mensamontia Staręga, 1992
- Micromontia Lawrence, 1939
- Millomontia Lawrence, 1959
- Millotonyx Lawrence, 1959
- Monomontia Staręga, 1992
- Nahuelonyx Maury, 1988
- Neonuncia Roewer, 1915
- Notonuncia Hickman, 1958
- Nucina Hickman, 1958
- Nuncia Loman, 1902
- Nunciella Roewer, 1929
- Nuncioides Hickman, 1958
- Odontonuncia Hickman, 1958
- Paramontia Lawrence, 1934
- Paranuncia Roewer, 1915
- Parattahia Roewer, 1915
- Paulianyx Lawrence, 1959
- Perthacantha Roewer, 1931
- Picunchenops Maury, 1988
- Planimontia Kauri, 1961
- Prasma Roewer, 1931
- Prasmiola Forster, 1954
- Promecostethus Enderlein, 1909
- Psalenoba Roewer, 1931
- Pyenganella Hickman, 1958
- Roewerania Lawrence, 1934
- Rostromontia Staręga, 1992
- Stylonuncia Hickman, 1958
- Tasmanonyx Hickman, 1958
- Triaenonychoides Soares, 1968
- Triaenonyx Sørensen, 1886
- Triconobunus Roewer, 1914
- Triregia Forster, 1948
- Valdivionyx Maury, 1988
- Yatala Roewer, 1942
- Yulella Lawrence, 1939